# Elecciones generales de Basutolandia de 1960
Las elecciones generales se llevaron a cabo en el territorio de Basutolandia el 20 de enero de 1960 tras la aprobación de una nueva constitución en septiembre de 1959. La población debía elegir 162 miembros de nueve consejos de distrito que posteriormente elegirían a los 40 miembros de recién establecida Asamblea Nacional. La participación electoral fue extremadamente baja, con sólo 35.000 de los 191.000 votantes registrados presentando su voto. La Asamblea se unió por primera vez el 12 de marzo.
El resultado fue una aplastante victoria para el Partido del Congreso de Basutolandia, que obtuvo 73 asientos del Consejo de Distrito, y eso le valió 30 escaños de la Asamblea Nacional.

## Resultados

### Consejo de Distrito
| Partido                              | Votos  | %    | Escaños |
| ------------------------------------ | ------ | ---- | ------- |
| Partido del Congreso de Basutolandia | 17,787 | 36.2 | 73      |
| Partido Nacional Basoto              | 7,002  | 19.8 | 22      |
| Marema-Tlou                          | 2,812  | 7.9  | 16      |
| PP                                   | 231    | 0.6  | 0       |
| Independientes                       | 12,470 | 35.3 | 51      |
| Total                                | 35,302 | 100  | 162     |
| Fuente: Sternberger et al.           |        |      |         |

### Asamblea Nacional
| Partido del Congreso de Basutolandia    | 30 |
| Marema-Tlou                             | 5  |
| Partido Nacional Basoto                 | 1  |
| Independientes                          | 4  |
| Total                                   | 40 |
| Fuente: Keeling's Contemporary Archives |    |